# Paulaner
La Paulaner Brauerei GmbH & Co. KG è un birrificio fondato nel 1634 in Germania, costruito all'inizio del XVII secolo a Monaco di Baviera dai frati del convento Neudeck ob der Au dell'ordine dei Minimi (detti in tedesco "paolani", dal nome della città di origine del fondatore dell'ordine, Francesco da Paola).
Include anche i birrifici Hacker-Pschorr, AuerBräu di Rosenheim, Thurn und Taxis di Ratisbona e il birrificio weizen Hopf Miesbach. Fa parte, con Spaten, Augustiner, Hacker-Pschorr, Hofbräu e Löwenbräu, dei 6 fabbricanti di birra ufficiali dell'Oktoberfest di Monaco.

## Storia
Il nome dell'industria della birra Paulaner trae la sua origine dai frati di san Francesco da Paola, che risiedevano a Neuhauser Straße, a Monaco. I monaci iniziarono a produrre birra per loro uso personale dal 1634. Dopo il 1780 cominciarono a venderla al pubblico. La birra autorizzata al commercio era una Bock che si guadagnò la notorietà locale. Dopo l'abolizione del convento di Neudeck nel 1799, l'edificio fu convertito in prigione; Franz Xaver Zacherl, fabbricante di birra, comprò nel 1813 il vecchio edificio continuando la produzione della birra Bock sotto il nome di Salvator. Dopo la sua morte la conduzione dell'azienda fu assunta dal nipote Ludwig Schmederer.
Nel 1861, la Salvatorkeller (in tedesco cantina di Salvator, riferimento alla fabbricazione del Starkbier prodotta ancora oggi) è stata aperta a Nockherberg, non lontano dalla birreria. Nel 1899 l'ufficio brevetti imperiale, con sede a Berlino riconobbe il marchio Salvator come registrato, a seguito di ciò il nome fu cambiato da Gebrüder Schmederer Aktienbrauerei a Paulaner-Salvator-Brauerei. Nel 1928, avvenne la fusione con il birrificio di Thomas Gebrüder: nasce la Paulaner Salvator Thomas Bräu.

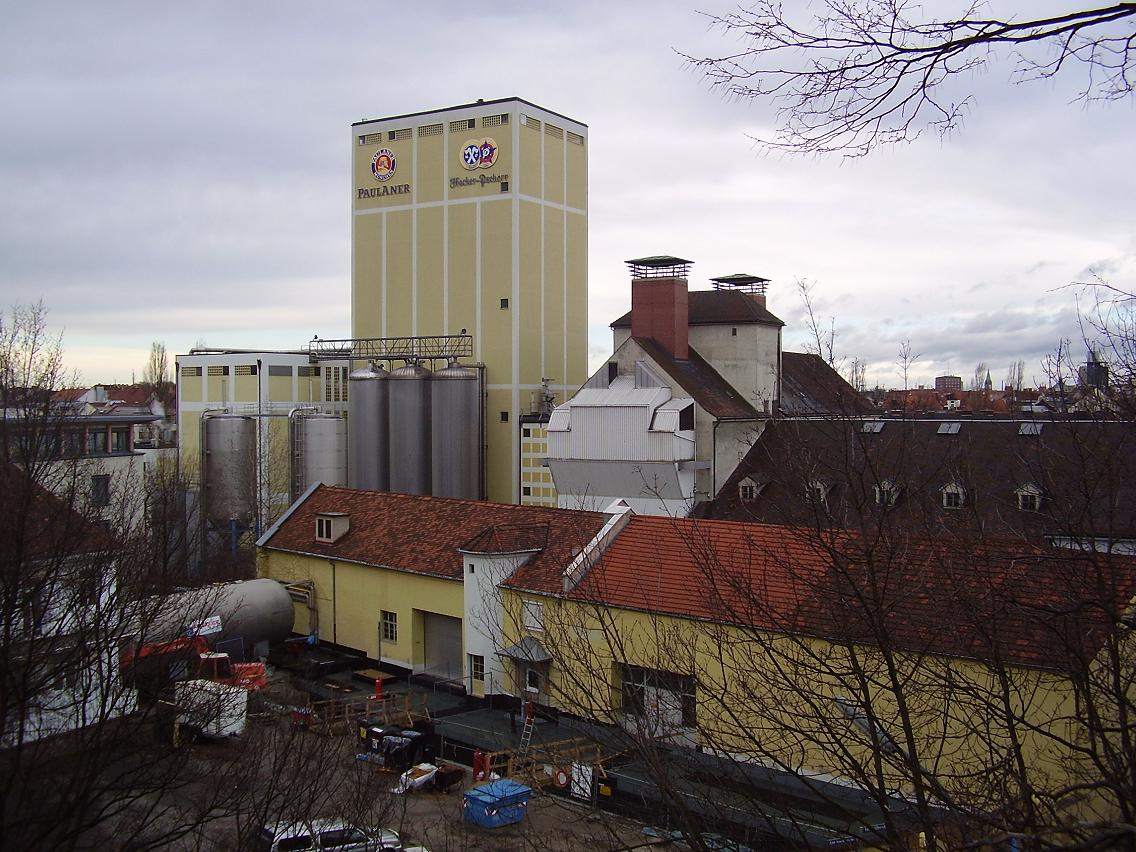
La vecchia fabbrica in Falkenstraße 11 a Monaco

Nel 1985 l'Hacker-Pschorr e l'AuerBräu entrarono a far parte del gruppo Paulaner. Nel 1994, l'industria della birra entra nel gruppo Kulmbacher con i produttori affiliati Plauen e Chemnitz. Nel 1996 il gruppo Paulaner ha completato l'acquisizione del birrificio Thurn und Thaxis. Nel 1999 è stata rinominata Paulaner GmbH & Co. KG.
Dal 2001 il gruppo Paulaner fa parte della Brau Holding International, società partecipata al 50,1 % dal gruppo Schörghuber e al 49,9 % dal gruppo Heineken.
Nel 2005 risulta che la produzione di Weissbier è di 1,15 milioni di ettolitri l'anno.
Il primo locale con il marchio Paulaner in Italia è stato inaugurato il 21 settembre 2005 a Bolzano con il nome di "Paulaner Stuben".
Nel giugno 2014 è iniziata la costruzione di una nuova fabbrica per la produzione della birra a Langwied. A partire dal 2016 tutta la birra viene prodotta nel nuovo stabilimento. Nel 2017 la Brau Holding, che già controllava la Paulaner, si è fusa con essa assumendo la denominazione Paulaner Brauerei Gruppe.

## Varietà prodotte

### Weißbier
Paulaner Hefe-Weißbier NaturtrübLa più consumata. Naturtrüb significa che la birra è naturalmente torbida. Con il 5,5% di alcool (vol), e con il 12,5 °P.
Paulaner Hefe-Weißbier DunkelSimile alla precedente ma dal sapore più forte e dal colore scuro (dunkel in tedesco) , essendo il malto più arrostito. Con il 5,3% di alcool (vol), e con il 12,4 °P.
Paulaner Weißbier KristallklarBirra più trasparente della Naturtrüb. Con il 5,5% di alcool (vol), e con il 11,8 °P.
Paulaner Hefe-Weißbier LeichtLa Weizenbier leggera. Con il 3,2% di alcool (vol), e con il 7,7 °P.
Paulaner Hefe-Weißbier AlkoholfreiLa versione analcolica (meno dello 0,5% di alcool (vol)).

### Le Original Münchner

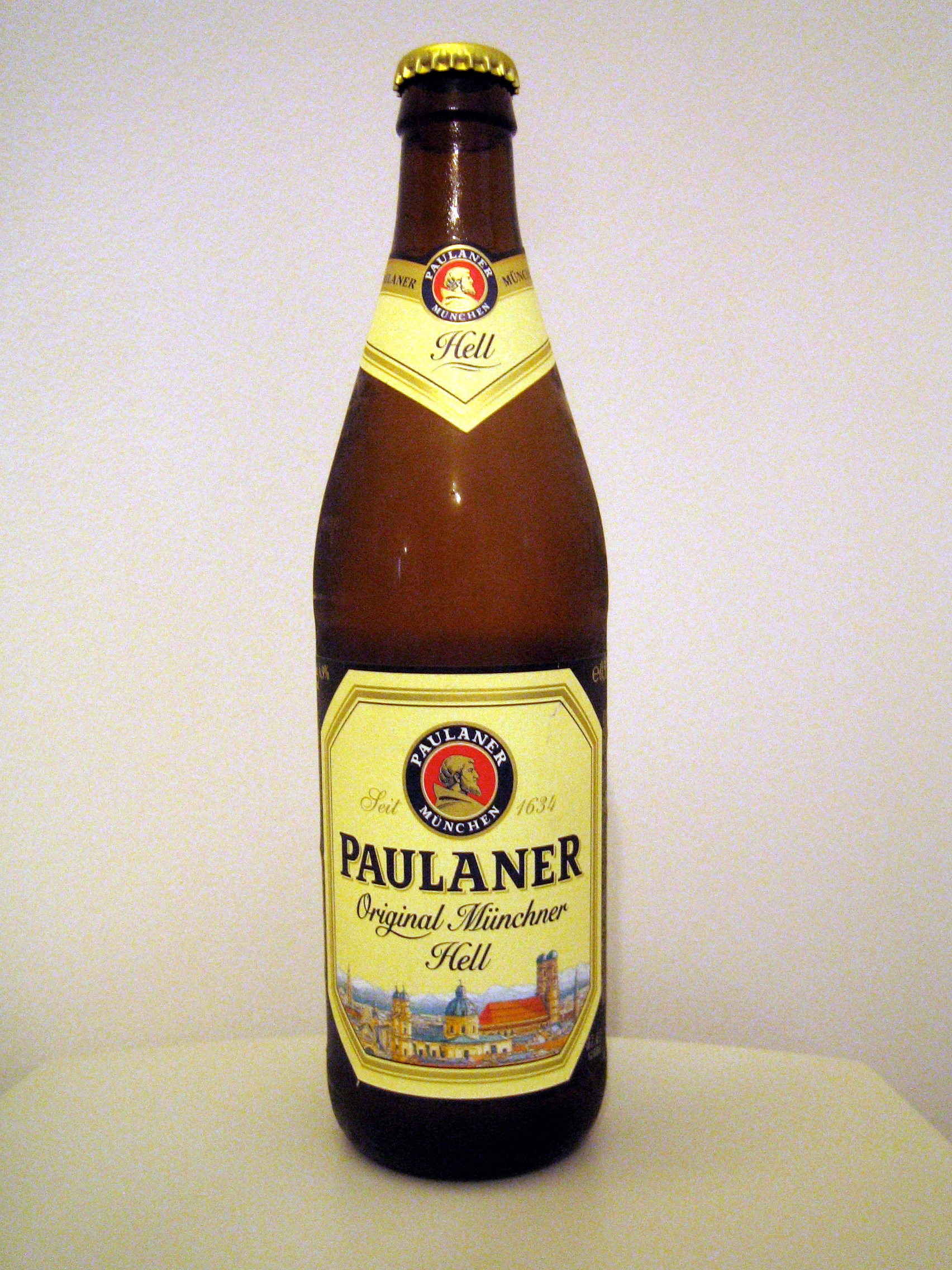
Paulaner Original Münchner Hell

Paulaner Original Münchner HellBirra chiara locale, prodotta alla fine del XIX secolo, molto consumata. È la birra più esportata dell'azienda. Con il 4,9% di alcool (vol), e con il 11,5 °P.
Paulaner Original Münchner DunkelBirra scura, con il 5% di alcool (vol), e con il 12,5 °P.
Paulaner Original Münchner UrtypBirra pils, con il 5,5% di alcool (vol), e con il 12,5 °P.
Paulaner Original Münchner MärzenBirra prodotta per l'Oktoberfest, con il 5,8% di alcool (vol), e con il 13,7 °P.

### Le Münchner
Paulaner Münchner Hell LeichtLa versione leggera delle Original Münchner Hell, con il 3,2% di alcool (vol) e con il 7,7 °P.
Paulaner Münchner Hell AlkoholfreiLa versione senza alcool delle Original Münchner Hell, con il <0,5 di alcool (vol).
Paulaner Münchner Diät BierCon il 4,3% di alcool (vol) e con il 8,5 °P.
Paulaner Premium PilsCon il 4,9% di alcool (vol) e con il 11,5 °P.

### Specialità stagionali
Paulaner Oktoberfest BierBirra normalmente riservata all'Oktoberfest, ma reperibile anche sui mercati. Con il 6% di alcool (vol), e con il 13,7 °P.
Paulaner SalvatorBirra molto forte, con il 7,9% di alcool (vol), e con il 18,3 °P., l'antesignana di tutte le doppelbock.